# كأسية الزهر

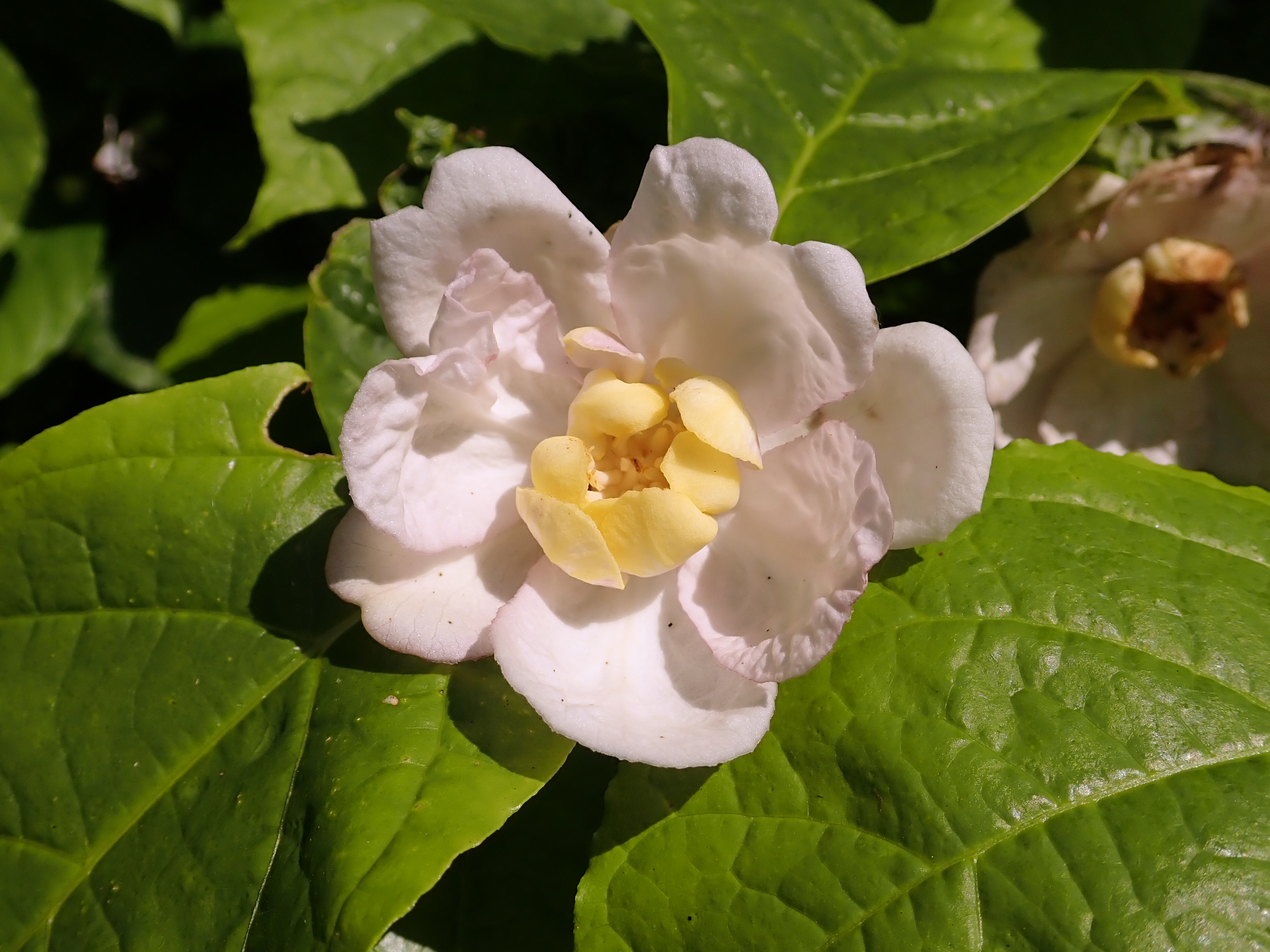
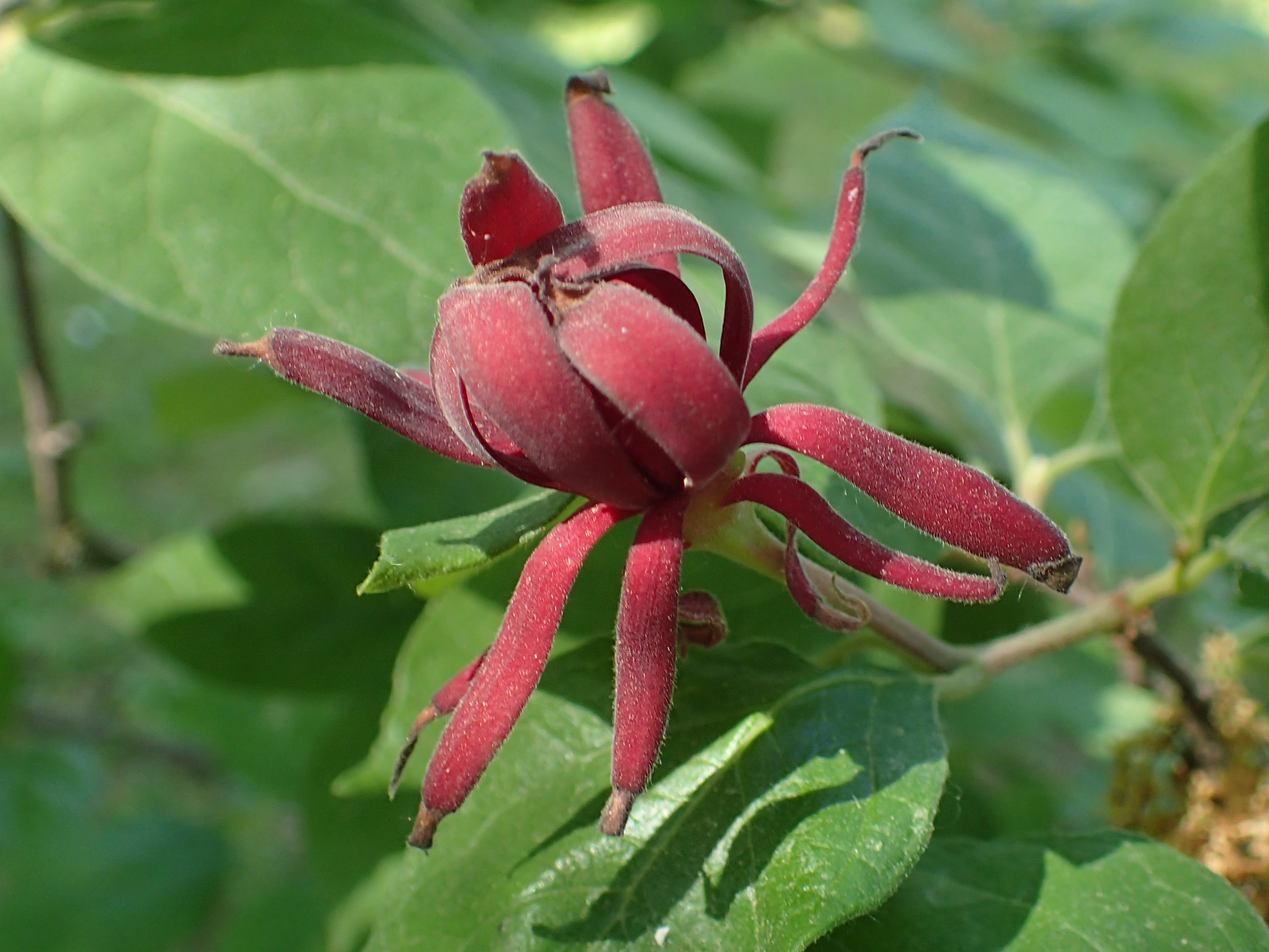
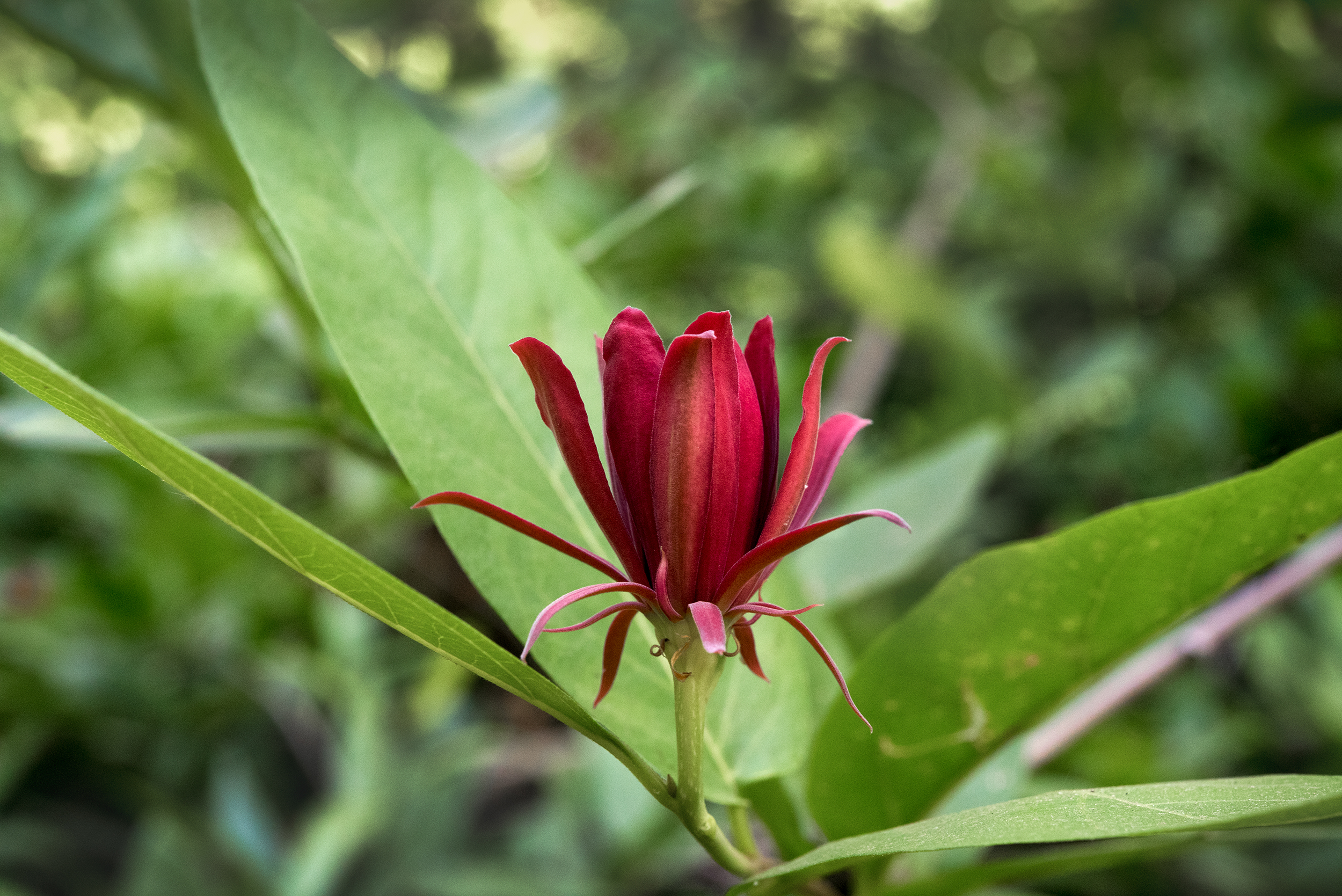
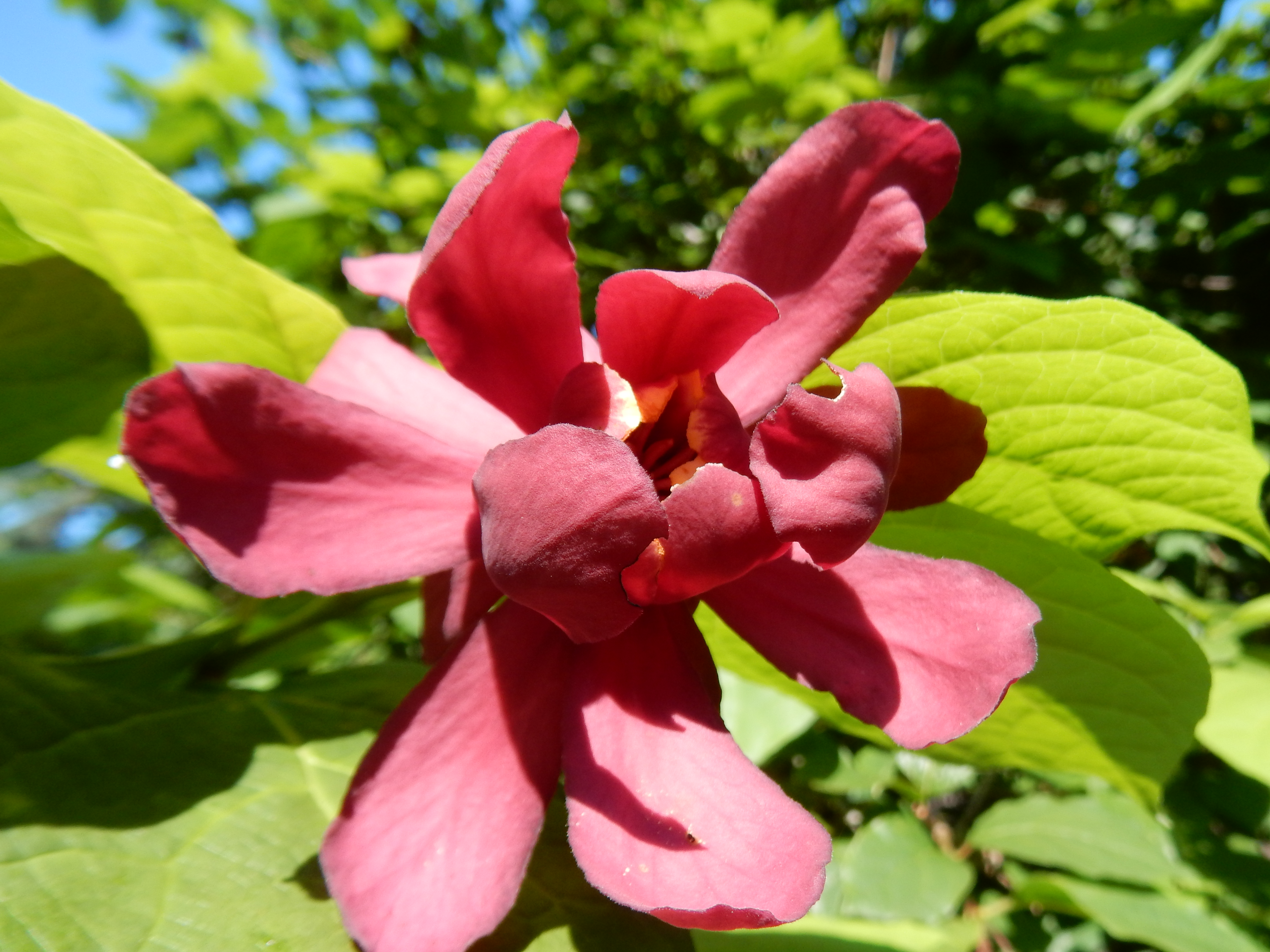
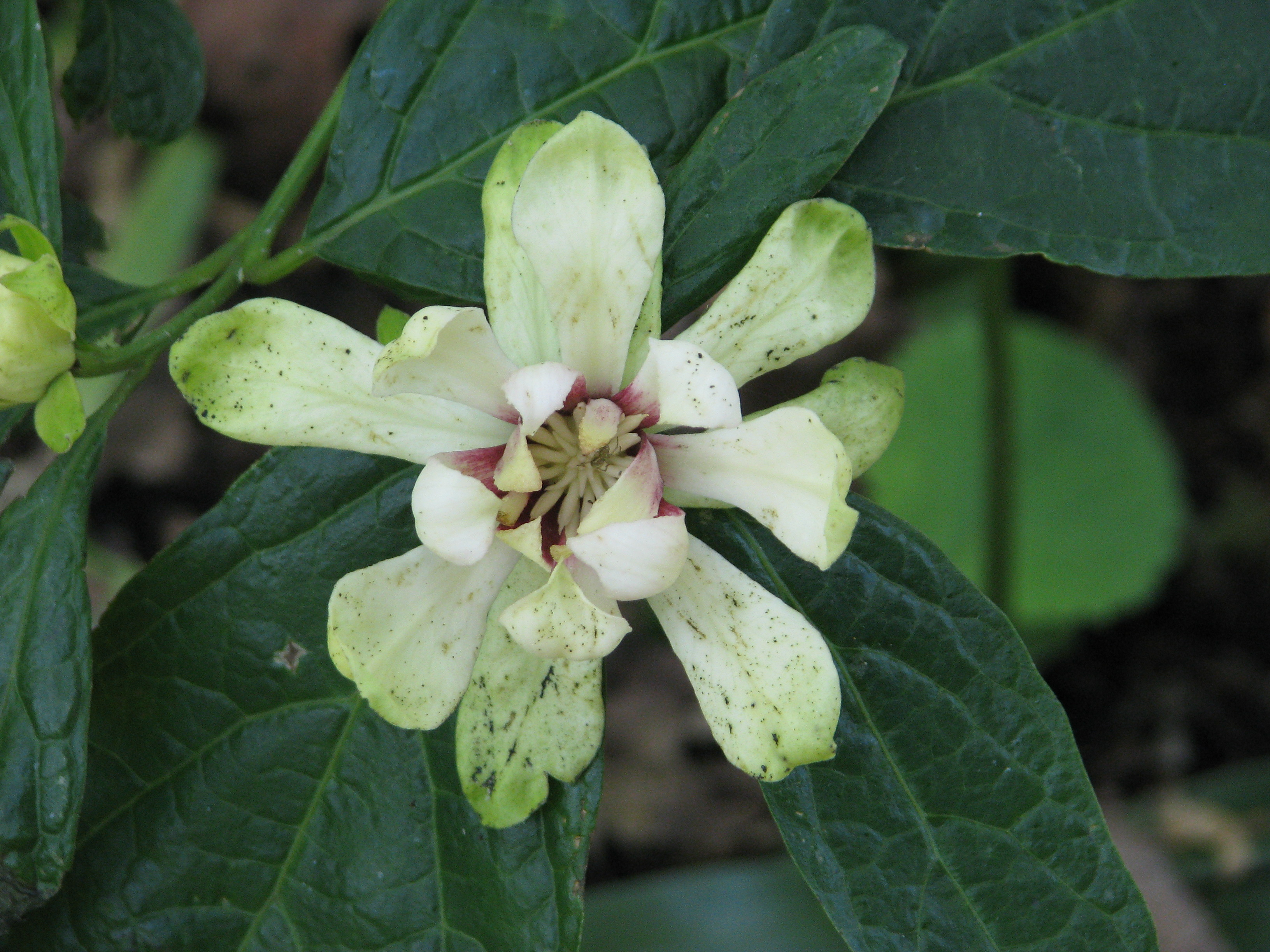

كأسية الزهر جنسٌ من كاسيات البذور في الفصيلة كاسيات البذور. يشمل الجنس من نوعين إلى أربعة أنواع حسب التفسير التصنيفي قبل ثلاثة من قبل معظم مصادر القرن الحادي والعشرين.